# Mebetoys
La Meccanica Besana Automodelli nacque nel 1966 a Milano come produttrice di modellini in metallo pressofuso, ad opera dei fratelli Besana, Ugo, Mario e Martino. Dopo quattro anni di produzione, l'azienda venne ceduta alla Mattel. Tra i fratelli Besana si stabilì un comune accordo di non concorrenza: il futuro Commendator Mario Besana poté infatti solo nel 1974 fondare la Martoys, in seguito divenuta Bburago, tenuta per oltre 25 anni prima di cederla al figlio Marco che la porto' al fallimento. Nel frattempo il fratello Ugo apriva nel 1976 la società Verbes chiusa nel 1996. In catalogo tra i vari giocattoli spiccava il fucile Armalait, il completo Scotland Yard e altri giochi diversi dagli automodelli. Fu appunto per contrastare i marchi già operanti nel settore, e cioè la Aps Politoys e la Mercury che si decise di sviluppare un marchio.

## Gli anni Sessanta e la produzione indipendente
I primi modelli furono in scala 1/42, ma ben presto lo standard divenne il classico 1/43. Erano in zamac, dotati di aperture e di fari jewels, cioè in vetro riflettente. Avevano gomme vere, e non le famigerate ruote veloci, che sarebbero arrivate nei primi anni Settanta, con il passaggio alla Mattel. La produzione classica annovera 40 modellini, identificati con un codice progressivo alfanumerico, dalla numero A-1 Fiat 850 del 1966, alla A-40, Land Rover Transamerican, del 1969.

## Gli anni Settanta e il nuovo assetto societario
Dopo il passaggio alla Mattel, i modelli risentirono di un cambio del packaging, e in alcune modifiche di catalogo che andarono via via incorporando nuovi modelli o varianti di essi. I fari jewels e le gomme vennero gradualmente archiviati. Restarono, almeno fino a metà degli anni Settanta, le aperture, lasciate in seguito solo nei modelli di maggior pregio. Molte le linee di produzione. Due in particolare le più interessanti: le Gran Toros, che comprendevano nei fatti solo auto da competizione più o meno inedite, dette anche Sputafuoco in Italia e Heisse Räder in Germania e i modelli della Serie Europa, auto stradali e non da competizione. In seguito la linea Gran Toros sarebbe tornata per definire modelli di gran lusso, riconoscibili da speciali scatole in cartone colorato, recanti sul retro l'immagine di circuiti di Formula 1. Oltre alla linea moto, esemplificata dalla produzione RRRumblers, va ricordata la produzione di bolidi in scala 1/28, con pregevoli modelli della Formula 1 dei primissimi anni Settanta. Ne' vanno trascurati gli automezzi militari e i carri armati. Il picco della produzione si ha però con le piccole Flying Colors, vere Hot Wheels italiane ricercatissime dai collezionisti, e con i maxi modelli in scala 1/25.

## Gli anni Ottanta e la lenta crisi del marchio
Si ritiene che proprio la concorrenza della Bburago che nei primi anni Ottanta aveva brevettato le ruote sterzanti anche per la scala 1/24 diede il colpo di grazia a una produzione già in sofferenza. La Mebetoys, divenuta nel frattempo Mattel e poi Hot Wheels proponeva riedizioni di modelli già prodotti, tranne alcune eccezioni, tutte in livree da rally più o meno realistiche. Quanto ai modelli in scala 1/43 mancavano anche i nomi dei modelli e i loro codici, divenuti nel frattempo esclusivamente numerici e a 4 cifre. Chassis plastico, poca qualità, e immancabile stile americano per automobiline che ancora oggi non trovano quotazioni interessanti. La produzione allo stabilimento di Oleggio Castello, in provincia di Novara, cessò tra il 1985 e il 1986.

## Produzione Scala 1/43
Elenco Serie A (Europa)
- A-1 FIAT 850
- A-2 FIAT 1500
- A-3 Alfa Romeo Giulia Berlina - Nuova Giulia Berlina
- A-4 Alfa Romeo 2600 Berlina
- A-5 Autobianchi Primula
- A-6 Lancia Flavia Berlina
- A-7 Alfa Romeo Giulia Berlina Carabinieri
- A-8 Alfa Romeo Giulia Berlina Polizia
- A-9 FIAT 1100 R
- A-10 Maserati Mistral
- A-11 Lancia Fulvia Coupé
- A-12 Porsche 912
- A-13 Opel Kadett B Coupé
- A-14 Fiat Dino Coupé
- A-15 FIAT 1500 Vigili Urbani
- A-16 FIAT 124 Berlina - 124 Special Berlina
- A-17 BMW 2000 CS
- A-18 Alfa Romeo Spider
- A-19 Mercedes Benz 250 SE Coupé
- A-20 Lamborghini Miura
- A-21 FIAT 1500 Vigili del Fuoco - Fiat 128 Vigili del Fuoco
- A-22 Chevrolet Corvette Rondine
- A-23 Chaparral 2F
- A-24 Ford GT 40 MkII
- A-25 Porsche 906 Carrera
- A-26 Rolls Royce Silver Shadow
- A-27 Ferrari 330 P4
- A-28 Innocenti Mini
- A-29 Toyota 2000 GT
- A-30 Iso Rivolta S4
- A-31 Innocenti Mini Rallye
- A-32 Lancia Fulvia HF Coupé Rallye
- A-33 Porsche 912 Rallye
- A-34 Opel Kadett B Coupé Rallye
- A-35 Auto di Yogi e Boo Boo
- A-36 FIAT Nuova 500
- A-37 NSU Ro 80
- A-38 Matra 530 Vignale
- A-39 Lotus Europa
- A-40 Land Rover Trans America Tour
- A-41 Fiat 124 Special Raid
- A-42 Land Rover Croce Rossa
- A-43 Fiat 124 Special Taxi - Fiat 128 Taxi
- A-44 Bertone Runabout
- A-45 Alfa Romeo Iguana
- A-46 Alfa Romeo Gt Junior Zagato
- A-47 Lamborghini Urraco
- A-48 Autobianchi A112
- A-49 Lancia Stratos Prototipo
- A-50 Ferrari 365 GTC/4
- A-51 Porsche 912 Rallye London Sydney
- A-52 Fiat Dino Coupé Week End
- A-53 Ford Escort MkI
- A-54 Fiat 127
- A-55 Ford Escort Mexico Rallye
- A-56 Ferrari 312 PB
- A-57 Alfa Romeo Alfasud
- A-58 Autobianchi A112 Abarth
- A-59 Fiat 128 Berlina
- A-60 Fiat 128 Rally
- A-61 Morris Mini Ski
- A-62 Fiat 126
- A-63 BMW 2800 Alpina Rally
- A-64 Porsche 912 Ski
- A-65 Alfa Romeo Spider Giro d'Italia
- A-66 Autobianchi Primula Ricerche Petrolifere
- A-67 Land Rover Militare
- A-68 Fiat 127 Rallye
- A-69 Renault 5
- A-70 Volkswagen 1303
- A-71 Innocenti Mini Hippie
- A-72 Maserati Bora
- A-73 Lancia Fulvia HF Rallye Marlboro
- A-74 Land Rover Pompieri
- A-75 Fiat 124 Ziguli - 124 Special Ziguli
- A-76 Alfa Romeo Alfetta Berlina
- A-77 Fiat 128 Coupé
- A-78 Porsche 911 Rallye
- A-79 Jeep Militare
- A-80 Jeep Civile
- A-81 Jeep Vigili del Fuoco
- A-82 Alfa Romeo Alfetta Carabinieri
- A-83 Alfa Romeo Alfetta Polizia
- A-84 Citroen Dyane
- A-85 Fiat 131 Mirafiori
- A-86 Innocenti Mini 90
- A-87 Volkswagen Golf MkI
- A-88 Volkswagen 1303 Jeans
- A-89 Jeep Pubblica Sicurezza
- A-90 Alfa Romeo Alfasud Ti Rallye Bandama
- A-91 Lancia Fulvia HF Coupé Alitalia
- A-92 Alfa Romeo Alfetta Vigili del Fuoco
- A-93 Porsche 924
- A-94 Renault 5 Rallye
- A-95 Jeep Carabinieri
- A-96 Jeep ONU
- A-97 Alfa Romeo Alfasud Trofeo
- A-98 Fiat 131 Rallye
- A-99 Citroen Dyane Mare
- A-100 Ferrari 512 S
- A-101 Porsche 917
- A-102 De Tomaso Pantera
- A-103 BMW 320 E21
- A-104
- A-105 Alfa Romeo Alfasud Sprint
- A-106 Ford Fiesta MkI
- A-107 Simca 1307
- A-108 Mini De Tomaso
- A-109 Citroen Dyane Rallycross
- A-110 Fiat 131 Alitalia
- A-111 Alfa Romeo Giulietta
- A-112 Fiat 126 Personal
- A-113 BMW 320 Rallye
- A-114 Volkswagen Golf ADAC
- A-115 Volkswagen Golf Polizei
- A-116
- A-117 Alfa Romeo Alfasud Ti Week End
- A-118 Audi 100
- A-119 Fiat Ritmo
- A-120 BMW 733 E23
- A-121 Ford Granada
- A-122 Jeep Desert Cross
- A-123 Talbot Matra Rancho
- A-124 Opel Monza
- A-125 Fiat Panda 30
- A-126 Volkswagen Golf Rallye
- A-127 Ford Fiesta Rallye
- A-128 Simca 1307 Rallye
- A-129 Simca Horizon
- A-130 Volvo 343
- A-131 Fiat Abarth 131 Rallye
- A-132 Volkswagen Golf Week End
- A-133 Peugeot 305
- A-134 Citroen Visa
- A-135 Alfa Romeo Giulietta Carabinieri
- A-136 Alfa Romeo Giulietta Polizia
- A-137
- A-138 Alfa Romeo Giulietta Rallye
- A-139 Fiat Ritmo Rallye
- A-140
- A-141
- A-142 Simca Horizon Rallye
- A-143 Opel Monza Rallye
- A-144
- A-145 Ford Granada Rallye
- A-146
- A-147 Lancia Delta
- A-148
- A-149
- A-150 Fiat Ritmo Week End
- A-151
- A-152 Fiat Abarth 131 Rallye
- A-153
- A-154
- A-155
- A-156 Opel Kadett D
- A-157
- A-158
- A-159 Fiat Ritmo Rallye

Lista degli ultimi Modelli prodotti, con ruote veloci in stile Bburago
- Alfa Romeo 33
- Audi Quattro
- BMW 635 CSi
- Chevrolet Corvette C4
- Ferrari 208 Turbo
- Fiat Uno 55S
- Ford Sierra XR4i
- Jeep Laredo
- Lancia 037 Rally
- Maserati Biturbo
- Mercedes 500 SEC
- Pontiac Firebird
- Porsche 911 Turbo
- Talbot Matra Murena
- Volkswagen Golf Cabriolet